# WBNG-TV
WBNG-TV es la televisora afiliada a la CBS en Binghamton, Nueva York. La estación sirve a los habitantes de la zona centro-sur del estado de Nueva York y el centro-norte del estado de Pensilvania. Transmite su señal analógica en el canal VHF 12, y su señal digital en el canal VHF 7. La televisora también opera el canal WBXI, la única señal de cable afiliada a The CW en Binghamton. La emisora de WBNG se ubica en Binghamton, Nueva York.
Además de la zona de Binghamton, WBNG es la afiliada de la CBS por defecto para la mayor parte del mercado televisivo de Elmira, Nueva York así como el condado de Otsego en Utica, Nueva York.

## Historia
La estación fue creada el 10 de enero de 1949 como WNBF-TV, y estuvo afiliada con las 4 cadenas de televisión de ese tiempo (CBS, DuMont Television Network, NBC y ABC). La estación paulatinamente fue perdiendo sus afiliaciones con DuMont en 1955 (luego del colapso de la cadena), NBC en 1957 (esta se afilió a WICZ-TV, actual afiliada a FOX) y ABC en 1962 (se afilió con WBJA-TV, luego WMGC y ahora WIVT). La estación adoptó su actual sigla, WBNG-TV, en 1973, cuando la estación fue vendida a Gateway Communications.
En 2000, Gateway Communications fue adqurida por SJL Broadcasting, la cual redujo su personal de 100 a 58 empleados.
En 2002 se puso en marcha la señal digital de la estación, en el canal 7. WBNG-DT comenzó su programación y transmisión en alta deifinición a fines de enero de 2007. Comenzando septiembre de 2007, WBXI transmitirá en simulcast en el nuevo subcanal digital de WBNG.
En abril de 2006 se anunció que Granite Broadcasting haría un acuerdo para adquirir WBNG de Televisión Station Group License Subsidiary, LLC (la sucesora de SJL y subsidiaria de Alta Comunicaciones) por 45 millones de dólares.
Coincidentemente con el trato hecho por Granite, el Gerente General Joe McNamara asumió como gerente general de KHON en Honolulu, Hawái, la cual fue recientemente adquirida por SJL. Bob Krummenacker asumió el cargo en WBNG.

## Reporteros generales
- Gabe Osterhout
- Matt Geiren

### Meteorólogos
- Julia Sansom (mañanas)
- Doug Peters (5, 5:30, 6 y 11 PM los días de semana)
- Jared Kaplan (6 PM y 11 PM los fines de semana y reportero durante la semana)

### Reporteros de deportes
- Brendan O'Reilley
- Justin Horowitz